# Дьедью, Фамара
Фамара́ Дьедью́ (фр. Famara Diédhiou; род. 15 декабря 1992, Сен-Луи, Сенегал) — сенегальский футболист, нападающий клуба «Гранада» и сборной Сенегала. Выступает на правах аренды за клуб «Кардифф Сити».

## Карьера

### Клубная
С 2012 выступал за различные клубы низших лиг чемпионата Франции.
28 июня 2017 года подписал четырёхлетний контракт с «Бристоль Сити», заплатившим за форварда £5,3 млн. Трансфер стал рекордной покупкой для английской команды.
5 августа 2017 года забил гол в своём дебютном матче за «Бристоль Сити» в матче против «Барнсли». В течение сезона 2017/18 клуб вышел в полуфинал Кубка Английской футбольной лиги, а футболист забил в третьем раунде против «Сток Сити».
В свой первый сезон в клубе он забил 14 голов в 36 матчах во всех соревнованиях, став вторым бомбардиром клуба после Бобби Рида. В мае 2018 года он был дисквалифицирован на шесть матчей из-за инцидента с плевком в матче против «Бирмингем Сити» в апреле 2018 года. Дьедью отрицал обвинения, в результате чего 21 июня 2018 года клуб подал апелляцию на запрет. «Бристоль Сити» обжаловал запрет на 6 матчей, однако 14 июля 2018 года решение было оставлено в силе, в результате чего Дьедью был дисквалифицирован на первые шесть матчей сезона 2018/19. Он забил 13 голов в лиге второй сезон подряд в сезоне 2018/19 и стал лучшим бомбардиром «Бристоль Сити» с 13 голами во всех соревнованиях. 23 февраля 2021 года он сделал дубль на стадионе «Риверсайд» против «Мидлсбро».
19 июля 2021 года он подписал четырёхлетний контракт с турецким клубом «Аланьяспор».

### Сборная
31 мая 2014 года впервые был вызван в сборную Сенегала. 3 сентября 2016 года он забил первый мяч за сборную в ворота сборной Намибии. Его второй гол за сборную пришёлся на товарищеский матч с Бразилией, забив пенальти после того, как Садио Мане сфолил в штрафной.

## Достижения
Сборная Сенегала
- Обладатель Кубка африканских наций: 2021